# The Way We Were (piosenka)
The Way We Were – piosenka nagrana przez Barbrę Streisand, która wydana została na singlu w 1973 roku.
Piosenkę napisali Marvin Hamlisch (muzyka) oraz Alan i Marilyn Bergmanowie (słowa). Utworu użyto w filmie Tacy byliśmy z 1973 roku, w którym Streisand wystąpiła z Robertem Redfordem, a rok później trafił na jej album The Way We Were.
Piosenka okazała się jednym z największych przebojów w dyskografii Streisand. Singiel z utworem dotarł do 1. miejsca list przebojów w USA i Kanadzie. W 1974 roku jego autorzy uhonorowani zostali Oscarem oraz Złotym Globem w kategorii najlepsza oryginalna piosenka filmowa.
Bing Crosby nagrał cover tej piosenki i umieścił go na swoim albumie Feels Good, Feels Right z 1976 roku.

## Pozycje na listach
| Lista             | Pozycja |
| ----------------- | ------- |
| Kanada            | 1       |
| Stany Zjednoczone | 1       |
| Wielka Brytania   | 31      |
| Włochy            | 28      |